# Lonnie Darling
Alonzo Darling, detto Lonnie (Oshkosh, 25 giugno 1902 – Oshkosh, 19 aprile 1951), è stato un dirigente sportivo e allenatore di pallacanestro statunitense.

## Carriera
Fu uno dei fondatori della National Basketball League (NBL), la più importante lega professionistica di basket prima della NBA.
Nel 1929 diede vita agli Oshkosh All-Stars, squadra che allenò a lungo. Con gli All-Stars vinse il World Professional Basketball Tournament nel 1942, e il titolo NBL nel 1940-1941 e nel 1941-1942. Guidò la squadra fino al dicembre 1948, quando cedette la panchina a Gene Englund e Eddie Riska (nella doppia veste di giocatori-allenatori) dopo cinque sconfitte consecutive.
È morto d'infarto a 48 anni.

## Palmarès
- 2 volte campione NBL (1941, 1942)
- 2 volte NBL Coach of the Year (1942, 1947) (record condiviso con Bobby McDermott e con Paul Sheeks)
- Campione World Professional Basketball Tournament (1942)